# Nederland op het Eurovisiesongfestival 1997
Nederland nam deel aan het Eurovisiesongfestival 1997 in de Ierse hoofdstad Dublin. Het was de 39ste deelname van het land aan het Eurovisiesongfestival. De NOS was verantwoordelijk voor de Nederlandse bijdrage.

## Selectieprocedure
Mrs. Einstein werd intern gekozen om Nederland te vertegenwoordigen op het Eurovisiesongfestival. Het lied werd gekozen via het Nationaal Songfestival, dat op 23 februari 1997 gehouden werd in Marcanti Plaza in Amsterdam. De show werd gepresenteerd door Bart Peeters en Joop van Zijl.
Zes liedjes namen deel aan deze nationale finale, die allemaal werden gezongen door Mrs. Einstein. Het winnende lied werd gekozen door de 12 provinciale jury's en televoting.
| Volgorde | Lied                    | Punten | Plaats |
| -------- | ----------------------- | ------ | ------ |
| 1        | Ik doe alsof            | 53     | 6      |
| 2        | Dat liefde zo moet zijn | 153    | 3      |
| 3        | Samen sterk             | 57     | 5      |
| 4        | Niemand heeft nog tijd  | 159    | 1      |
| 5        | Toen de aarde stilstond | 157    | 2      |
| 6        | Laat het los            | 93     | 4      |

## In Ierland
Nederland moest tijdens het Eurovisiesongfestival als achtste van 25 landen aantreden, na Zwitserland en voor Italië. Op het einde van de puntentelling bleek dat Mrs. Einstein op een gedeelde 22ste plaats was geëindigd met een totaal van 5 punten. Vier punten waren afkomstig van Malta en een van Turkije.

### Gekregen punten
| 12 punten | 10 punten | 8 punten | 7 punten | 6 punten  |
| --------- | --------- | -------- | -------- | --------- |
|           |           |          |          |           |
| 5 punten  | 4 punten  | 3 punten | 2 punten | 1 punt    |
|           | - Malta   |          |          | - Turkije |

### Punten gegeven door Nederland
Punten gegeven in de finale:
| 12 punten | Verenigd Koninkrijk |
| 10 punten | Cyprus              |
| 8 punten  | Rusland             |
| 7 punten  | Italië              |
| 6 punten  | Spanje              |
| 5 punten  | Frankrijk           |
| 4 punten  | Ierland             |
| 3 punten  | Oostenrijk          |
| 2 punten  | Turkije             |
| 1 punt    | Polen               |

1956 · 1957 · 1958 · 1959 · 1960 · 1961 · 1962 · 1963 · 1964 · 1965 · 1966 · 1967 · 1968 · 1969 · 1970 · 1971 · 1972 · 1973 · 1974 · 1975 · 1976 · 1977 · 1978 · 1979 · 1980 · 1981 · 1982 · 1983 · 1984 · 1985 · 1986 · 1987 · 1988 · 1989 · 1990 · 1991 · 1992 · 1993 · 1994 · 1995 · 1996 · 1997 · 1998 · 1999 · 2000 · 2001 · 2002 · 2003 · 2004 · 2005 · 2006 · 2007 · 2008 · 2009 · 2010 · 2011 · 2012 · 2013 · 2014 · 2015 · 2016 · 2017 · 2018 · 2019 · 2020 · 2021 · 2022 · 2023 · 2024 · 2025